# I’m Raving
Az I’m Raving a Scooter 1996-ban megjelent kislemeze, az első a Wicked! című albumukról. A dal különlegességként hatott, ugyanis az addigi gyors tempójú happy hardcore és rave stílusú számaikkal ellentétben lassabb tempóra váltottak. Az "I'm Raving" sikeres lett, a mai napig előkerül koncerteken, bár jobbára csak alkalmanként.
A dal a "Shut Up And Dance" 1992-es "Raving I'm Raving" című dalának a feldolgozása, ami szintén egy feldolgozás volt (Marc Cohn – Walking In Memphis). Szerzőként az utóbbi került megnevezésre a Scooter-változat esetében, az előbbiből csak a szöveget emelték át.

## Számok listája

### Normál változat
Ez a kiadás megjelent többféle verzióban. A Németországban árusított példányokban szerepelt egy pluszként becsatolt tájékoztató a scooteres merchandize-termékekről. A limitált kiadáshoz ajándékba járt egy matrica. Japánban a dal Radio Edit-je egy Switch-Back által fél perccel lerövidített változatban került a lemezre, az ausztrál kiadás pedig a "Break It Up"-pal összevonva jelent meg.
Az eredeti bakelitkiadás megegyezett a CD-változattal, viszont a Radio Edit nem szerepelt rajta. Kanadában is kiadták bakeliten, de ezen nem az eredeti változat volt, hanem a "Fortunato & Montresor House Remix", továbbá a "Wednesday (Kontor Mix)" című szám, a B-oldalára pedig a Party Animals együttes két száma került.
Kazettás változatán a dal mellett a B-Site kapott helyet.
MaxiPool Edition címen megjelent egy olyan változata is, amely kicsúsztatható kartontokban tartalmazta az "I'm Raving"-en kívül a "Rebel Yell" és a "Let Me Be Your Valentine" kislemezeket is.
1. I’m Raving – 03:36
2. I’m Raving (Extended) – 05:06
3. B-Site (www.mix) – 05:35
4. Loops And Pipes – 01:22

### I'm Raving – The Remixes
1996. október 17-én megjelent a dal remixeit tartalmazó kiadvány is, CD-n és bakeliten. Az alábbi számok szerepeltek rajta:
1. I'm Raving (Progressive Remix) – 7:22
2. I'm Raving (Taucher Remix) – 9:44
3. I'm Raving (Fortunato & Montresor House Remix) – 7:59
4. I'm Raving (DB 600 Remix) – 4:49

Az erre a változatra felkerült dalok egyszerre legközelebb a 2013-ban megjelent "Wicked! (20 Years of Hardcore Expanded Edition)" című kiadványon szerepeltek.

## Más változatok
A dal demóverziója "Previously Unreleased Mix" címmel felkerült a "No Time To Chill" album kétlemezes limitált kiadására.
Koncerteken a 2006-os "Who's Got The Last Laugh Now Tour" során egy rövid felvezetéssel ("I'm A Raver Baby") kezdődött. Ennek részletei az Excess All Areas koncertalbumon hallhatók is, de szerzői jogi okokból ki kellett vágniuk. Az "I'm A Raver Baby" végül 2012-ben került fel a "Music For A Big Night Out" című Scooter-albumra. Később Rick J. Jordan rendszeresen zongoraimprovizációval vezette fel.
A 2009-es "Hands On Scooter" című kiadványra két remixe is felkerült: Jan Delay & Moonbootica, valamint Turntable Rocker is elkészítette a saját változatát.
2011-ben a The Stadium Techno Inferno névre hallgató koncerten Jan Delay-jel közösen adták elő.
A 2017-es "Forever" albumon szerepel egy "When I'm Raving" című szám, amihez a névazonosságon kívül semmi köze.

## Videoklip
A fekete-fehérben felvett videóklipben Rick J. Jordan látható, ahogy zongorázik, illetve fiatalok, akik a zongoráját tolják, majd futnak, illetve táncolnak, lassított felvételben. A videóban többször is felbukkan Michael Simon, aki tíz évvel később a Scooter harmadik tagja lett.

## Közreműködtek
- Marc Cohn (szerző)
- H.P. Baxxter (ének)
- Rick J. Jordan (zongora)
- Ferris Bueller (zene)
- Jens Thele (producer)
- Marc Schilkowski (borító)
- Michael Herman (fényképek)

### The Remixes
- Shahin Moshirian és Michael Simon (Shahin & Simon) (Progressive Remix)
- DJ Taucher & Torsten Stenzel
- Jörg Offer és Ralf Beck (Fortunato & Montresor)
- Marc Trauner (DB 600)